# Grenztunnel Füssen
Der Grenztunnel Füssen ist ein 1284 Meter langer grenzüberschreitender Basistunnel zwischen dem deutschen Kurort Füssen im bayerischen Kreis Ostallgäu und dem österreichischen Vils im Tiroler Bezirk Reutte, dessen Oströhre 1999 fertiggestellt wurde. Er unterquert den Falkensteinkamm unter dem Vilser Berg (1026 m ü. A.).
Der Tunnel besteht aus einer Röhre mit einem Fahrstreifen für jede Richtung. Vorwiegend sorgt er für eine Entlastung der Füssener Innenstadt, die vor der Fertigstellung vor allem vom Urlaubsreiseverkehr in Richtung Fernpass stark mit Lärm und Abgasen belastet wurde.
Im Jahr 2011 passierten im Schnitt 14.707 Kraftfahrzeuge pro Tag den Tunnel, davon rund 16 % LKWs.
Parallel zum Tunnelbau wurde auf deutscher Seite der Ausbau der Bundesautobahn 7 vorangetrieben. Seit September 2009 führt die A 7 bis zum nördlichen Tunnelportal nahe Füssen. Vor allem während des Urlaubsverkehrs – vornehmlich an Wochenenden – ist die auf österreichischer Seite liegende Fernpassstraße überlastet und führt zu Rückstaus in den Grenztunnel Füssen. Zur Vermeidung stehenden Verkehrs im Tunnel wird der Verkehr in Blockabfertigung abgewickelt, davon ist überwiegend die Fahrtrichtung Fernpass betroffen.

## Bau

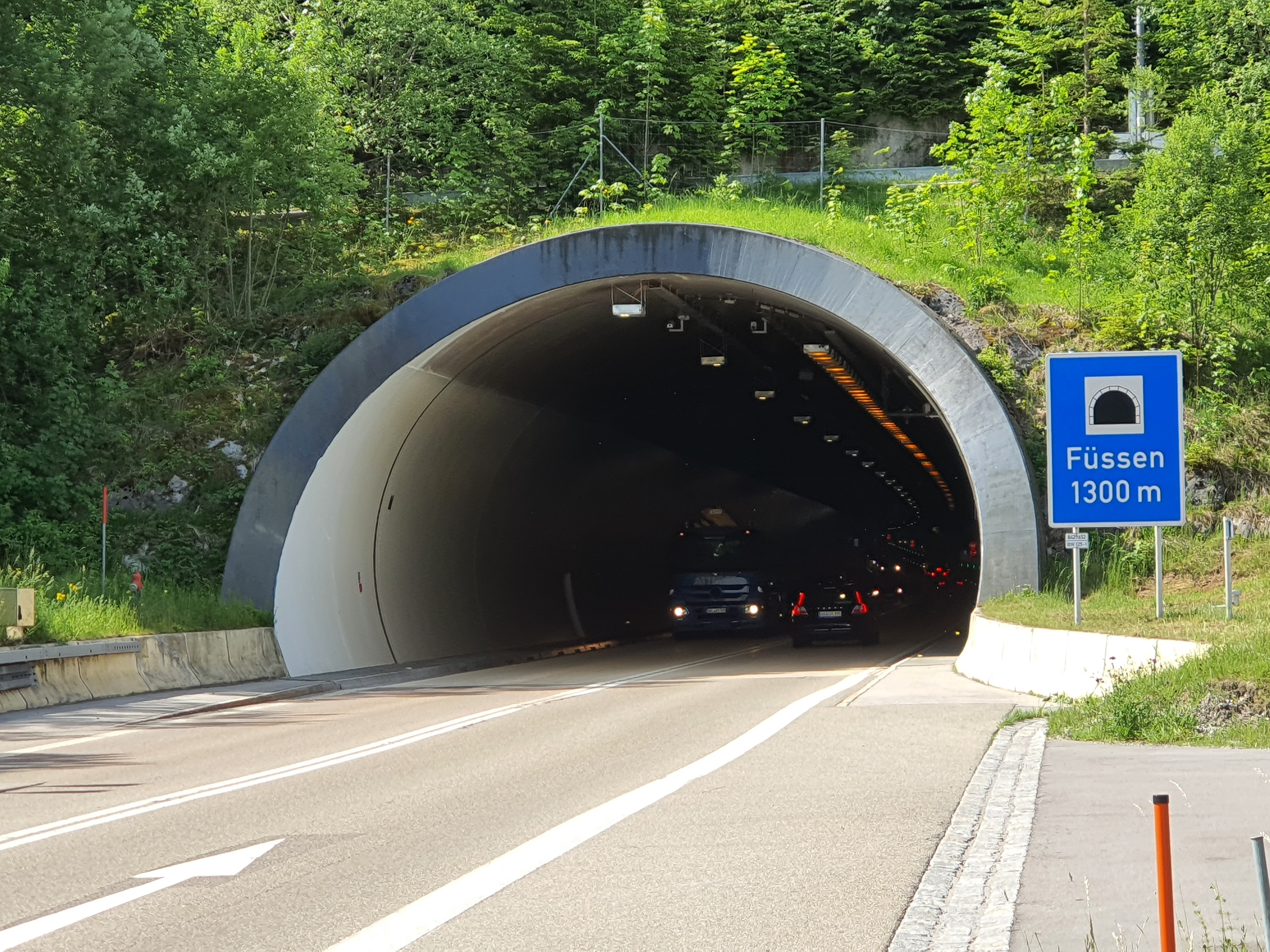
Nordportal auf deutscher Seite

Initiiert wurde der Bau des Grenztunnels durch den Füssener Stadtrat Alfred Köpf, der in den späten 1960er Jahren Pläne zur Stadtentwicklung im damals noch weitgehend unbebauten Füssener Westen erarbeitete, die auch die nördliche Stadtumgehung und den Bau des Grenztunnels zum Anschluss der Bundesautobahn 7 an das internationale Verkehrsnetz beinhalteten.
Der Tunnel wurde in den Jahren 1995 bis 1999 erbaut. Am 9. März 1996 ereignete sich beim Vortrieb ein unerwarteter Wassereinbruch mit einer Anfangsschüttung von etwa 400 l/s. Durch sofort eingeleitete, umfangreiche vorauseilende Injektionsmaßnahmen konnte der Wasserzufluss so weit eingedämmt werden, dass eine Gefährdung der nahe der Tunneltrasse entspringenden Heilquelle Nothburga des Kurortes Bad Faulenbach und eine nachhaltige Beeinträchtigung des Grundwasserspiegels im naturgeschützten Faulenbachtal als Folge der Baumaßnahmen vermieden werden konnten. Dies führte jedoch dazu, dass der feierliche Tunneldurchschlag erst am 17. September 1997 mit einer Verzögerung von etwa neun Monaten gegenüber dem ursprünglichen Bauzeitplan erfolgte.
Der Bau eines südlichen Fluchtstollens und die betriebstechnische Nachrüstung an die aktuellen Erfordernisse technischer Regelwerke sind im April 2009 abgeschlossen worden.
Im Zuge der in den 1970er-Jahren geplanten Autobahn von Ulm nach Mailand hätte der Tunnel eine zweite Röhre bekommen sollen. Die geplante Transitautobahn ist mittlerweile verworfen. Die zweite Röhre des Grenztunnels wird aber in verschiedenen Diskussionen vor Ort immer wieder gefordert. Eine Realisierung scheint aber unwahrscheinlich, da sich vor allem Österreich dagegen mit dem Verweis auf noch mehr Verkehr sperrt. Zudem wurde im Staatsvertrag von 1987 zwischen Deutschland und Österreich „ausdrücklich“ nur der Bau einer Röhre vereinbart.